# Karl Stegger
Carl Johan Stegger Sørensen, född 11 januari 1913 i Århus, död 13 april 1980 i Köpenhamn, var en dansk skådespelare. Stegger medverkade i totalt 157 filmer under sin karriär, vilket gör honom till en av de mest produktiva danska skådespelare vid filmen. 
Karl Stegger är bland annat känd för sin medverkan i den danska tv-serien Matador, där han spelade Konsul Holm.

## Filmografi i urval
- 1953 - Kärlekskarusell
- 1956 - Far til fire i byen
- 1959 - Far til fire på Bornholm
- 1961 - Cirkus Buster
- 1962 – Den kära familjen
- 1963 - Frøken April
- 1963 - Bussen
- 1963 – Svärdet i stenen (dansk röst)[1]
- 1964 - Värdshuset Vita Hästen
- 1964 - Don Olsen kommer til byen
- 1965 – Slå först Freddie!
- 1967 – SS Martha
- 1967 - Jeg er sgu min egen
- 1967 - Far laver sovsen
- 1968 - Panik i lumpen
- 1969 - Olsen-banden på spanden
- 1971–1977 – Huset på Christianshavn (TV-serie)
- 1971 - Ballade på Christianshavn
- 1971 - Mannen som tänkte fly
- 1971 - Olsen-banden i Jylland
- 1972 - Olsenbandets stora kupp
- 1972 - Balladen om den glada krogen
- 1974 – Olsen-bandens sidste bedrifter
- 1976 - I lejonets tecken
- 1976 – Dynamitgubbarna
- 1977 – Olsen-banden deruda'
- 1978 – Olsen-banden går i krig
- 1978 – I skyttens tecken
- 1978-1981 - Matador (TV-serie)